# Tibor Kalman
Tibor Kalman (1949-1999) fue un diseñador gráfico húngaro, conocido por su trabajo en la revista Colors.

## Biografía
Kalman nació en la ciudad de Budapest; mas, se trasladó a Estados Unidos en el año 1956.
Estudió en la NYU periodismo, pero abandonó las clases al año. En la década de 1970, Kalman trabajaba en una pequeña librería en Nueva York, que más tarde se convertiría en Barnes & Noble, de la que Kalman fue supervisor del departamento interno de la compañía. 
En 1979, junto con Carol Bokuniewicz y Liz Trovato, crea la agencia de diseño M&Co., con clientes como Limited Corporation, el grupo de música New Wave Talking Heads y el restaurante Florent del distrito de las carnicerías en Nueva York. También trabajó como director creativo de la revista Interview a principio de los años 1990.
En 1990, es elegido redactor jefe de la revista Colors patrocinada por la marca Benetton. Tres años después, cierra M&Co., y se traslada a Roma para poder trabajar exclusivamente en la revista.
Promocionada como "una revista sobre el resto del mundo", Colors se centraba en la pluriculturalidad y la concienciación global. Esta perspectiva era comunicada a través de su diseño gráfico, tipografía y yuxtaposición de fotografía e imágenes retocadas, que incluían una serie en la que personajes famosos como el Papa o La reina Isabel eran retratados como personajes de minorías raciales.[cita requerida] Kalman abandonó la revista en 1995.
En 1997, recupera M&Co. donde trabajaría hasta su muerte en Puerto Rico dos años después (por un linfoma no-Hodgkin) y poco antes de que una retrospectiva de su trabajo,  titulada Tiborocity iniciara su tour por los Estados Unidos en el Museo de Arte Moderno de San Francisco. En 1999 se publicó "Tibor Kalman: perverso optimista", sobre la obra de Kalman en M&Co.